# Rotax 912

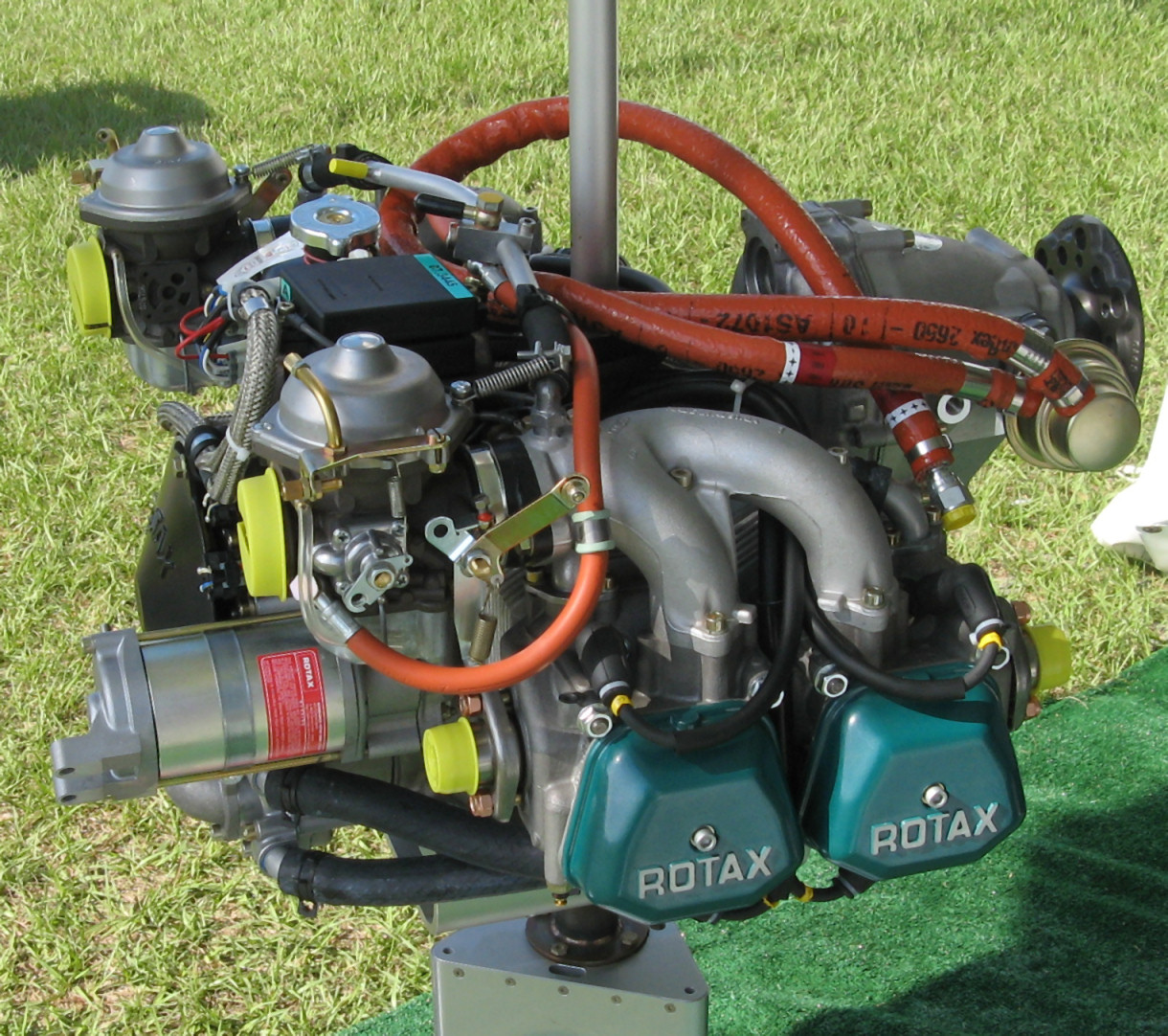
Motor Rotax 912 ULS.

El Rotax 912 és un motor d'aviació de 4 cilindres oposats i 4 temps amb refrigeració combinada d'aire/aigua, amb una potència d'entre 80 i 100 CV. És un disseny de l'empresa austríaca BRP-Powertrain, part del grup canadenc Bombardier, àmpliament utilitzat per a avions lleugers i ultralleugers degut al seu poc pes i elevada relació pes/potència.

## Desenvolupament
Rotax va iniciar el desenvolupament d'un nou motor de 4 cilindres a mitjans de la dècada de 1980 per a complementar la seva gama de motors lleugers de 2 temps. El 1989 va començar la producció en sèrie del Rotax 912, assolint la certificació el 1990. A partir d'aquest disseny base el 1990 també es va introduir el model amb turbocompressor Rotax 914.

## Característiques
El motor es diferencia d'altres motor d'aviació lleugera convencionals (com el Lycoming O-235) en què disposa de cilindres refrigerats per aire però culata refrigerada per líquid. També utilitza una transmissió de relació 2,43:1 per reduir les revolucions del motor (d'unes 5.800 rpm) a 2.400 rpm més manejables per l'hèlix. En les versions 912A, F i UL la transmissió estàndard té una relació de 2,27:1, amb la 2,43:1 opcional.
Les primeres versions del Rotax 912 s'havien de revisar més sovint que els dissenys tradicionals, tenien un consum de combustible menor. A partir del desembre de 2009 els motors han augmentat el temps entre revisions majors de 1.200 hores a 1.500 a 2.000 hores (en funció del número de sèrie/data de fabricació).
El març de 2012 es va presentar la versió modernitzada 912 iS amb 100 cv, injecció directa de combustible i gestió electrònica del motor. A més aquesta versió pesa 63 kg, 6 kg menys que l'estàndard 912S.

## Aplicacions
Exemples d'avionetes en els quals s'utilitza:
- Diamond DA20
- Flight Design CT
- Ikarus C42
- Tecnam P2002 Sierra
- Tecnam P2008
- ICON A5